# Víctor Ayos
Víctor Ayos (Córdoba, Argentina; 16 de junio de 1937 - Buenos Aires, Argentina; 22 de abril de 2005) fue un bailarín y coreógrafo argentino. Es el padre de la actriz y ex vedette Mónica Ayos

## Carrera
Hijo de Víctor e Inés Hidalgo de Ayos, fue un destacado bailarín e intérprete que brilló notablemente en la década del '60 y '70 tanto en cine como en teatro y la televisión.
Se inició profesionalmente en 1955 junto a Santiago Ayala (El Chúcaro) para luego independizarse en 1958 con Mariano Mores en su gira por América. Desde 1963 a 1967 con su ballet, recorrió casi todos los países de América.
En la pantalla grande cubrió el rol de bailarín y coreógrafo de películas encabezadas por primeras figuras del ambiente artístico, entre ellas, Hugo del Carril, Fanny Navarro, Lolita Torres, Tita Merello, Libertad Lamarque, Beba Bidart, María Aurelia Bisutti, Florén Delbene, Ámbar La Fox, Virginia Luque, Susy Leiva, Ignacio Quirós, Elena Lucena y Guillermo Battaglia.
Estuvo casado por 35 años con la actriz y bailarina Mónica Crámer, con quien se desempeñó como bailarines de tango de distintas orquestas entre ellas de Osvaldo Pugliese, Pepe Basso, Leopoldo Federico, Carlos García y fundamentalmente Mariano Mores. Junto a ellas recorrieron todo el mundo, , muchas veces en Estados Unidos, Europa, Egipto y también fueron siete veces a Japón. Junto a Mónica Cramer. Son padres de Mónica Ayos quien primero se inició como bailarina, luego como vedette y finalmente se consagró como actriz. También fue padre de Victor Fabián Ayos (Q. E. P. D.) y Juan Manuel Ayos (hijos de su primera mujer).
Llegó a ganar en 1964 un Premio Martín Fierro ganado como bailarín y coreógrafo de su ballet de cuarenta bailarines. En 1973, ganó junto a su mujer, el Premio Santa Clara de Asís por el programa Ellos se visten de negro. También ganó un Premio Estrella de mar y  un Faro de Oro VIP.
Víctor Ayos falleció a los 67 años víctima de una larga enfermedad el 22 de abril de 2005. Sus restos fueron cremados y descansan en la esquina del "Viejo Almacén" donde hizo parte de su carrera. El 22 de abril de 2008, al cumplirse el 3.er aniversario de su muerte, la Legislatura de la Ciudad de Buenos Aires, por iniciativa del Diputado Marcelo Meis, colocó una placa de Bronce como homenaje a su trayectoria.

## Filmografía
Como bailarín:
- 1963: La calesita.
- 1964: Buenas noches, Buenos Aires.
- 1970: Joven viuda y estanciera.

Como coreógrafo:
- 1963: La calesita.
- 1964: Buenas noches, Buenos Aires.
- 1970: Amalio Reyes, un hombre.
- 1970: Joven, viuda y estanciera.
- 1971: Pájaro loco.[6]

## Televisión
- 1971: Show de cap, emitido por Canal 7, con Mores, Carrill, Néstor Fabián, Ramona Galarza y Nelly Vázquez.
- 1972: Mucho Lucho, emitido por Canal 9, junto a Lucho Gatica, Atahualpa Yupanqui, Gianmaría Hidalgo y María Aurelia Bisutti.
- 1973: El patio de la Morocha.
- 1973: Y... ellos visten de negro.
- 1974: Grandes valores del tango, conducido por Silvio Soldán.
- 1977: Gasalla 77, junto a Antonio Gasalla.[7]

## Teatro
- Buenas noches Buenos Aires (1963), en el Teatro Astral, con Hugo del Carril, Virginia Luque, Mariano Mores, Alberto Marcó, Susy Leiva y Juan Verdaguer.
- Les cantamos las cuarenta  (1968).
- Fiesta de mi Ciudad (1974) con Hugo del Carril, Violeta Rivas, Peggy Sol, Floreal Ruiz, Silvia Aguirre, Mr. Alex y Jorge Sobral.
- Una noche en Buenos Aires (1976),  con la participación del Sexteto Mayor, luego del Sexteto Tango y la orquesta de Osvaldo Piro, junto a Roberto Achával, Las Voces Blancas y Mónica Ayos.
- La vida fuera de Japón (1995).
- Araca Victoria lo nuestro es el tango (2004), en el Teatro Municipal Colón de Mar del Plata.
- Copetín de Tango (2005).